# Martin Luther
Martin Luther (n. 10 noiembrie 1483, Eisleben, Saxonia - d. 18 februarie 1546), pastor și doctor în teologie, a fost primul reformator protestant ale cărui reforme au dus la nașterea Bisericii Evanghelice-Luterane. Primele idei ale Reformei protestante au fost enunțate de Martin Luther în 1517, în calitatea sa de preot catolic și profesor de exegeză biblică la Universitatea din Wittenberg. Excomunicarea sa din Biserica Catolică a survenit în anul 1521.

## Date biografice
Martin Luther s-a născut în Eisleben, Saxonia, la 10 noiembrie 1483, părinții lui fiind Hans Luther, un părinte anticlerical sever, irascibil, ursuz, și Margaret Ziegler Luther, o mamă timidă, modestă, dedată la rugăciune. La scurt timp după nașterea lui Martin Luther, familia s-a mutat în Mansfeld, unde tatăl a lucrat ca miner. Tatăl fusese țăran în Möhra, apoi miner la Mansfeld și apoi mic industriaș la Eisleben. Lui Martin i-au urmat alți șase frați, iar copilăria i-a fost extrem de marcată de severitatea părinților. La școala din Mansfeld a avut parte mai mult de rigoare și severitate decât de catehism. Într-o zi, de exemplu a fost bătut de 15 ori pentru că a declinat greșit un substantiv. El își va aminti, peste ani, că într-o zi, tatăl său l-a bătut cu atâta zel încât mult timp i-a păstrat adversitatea, iar altă dată mama lui l-a bătut până la sânge pentru că furase o nucă. „Viața severă și grea pe care am dus-o cu ei,” avea să spună mai târziu Luther, „a fost rațiunea pentru care am căutat mai apoi refugiul în mănăstire și m-am făcut călugăr”. Tabloul divinității, pe care părinții săi i l-au transmis, reflecta propriul lor caracter: un tată dur și judecător sever, cerând o virtute fără bucurie, și împreună cu soția lui crezând în vrăjitori, în îngeri și demoni de tot felul și de toate specialitățile. Și Martin a păstrat toate aceste superstiții până la sfârșitul vieții sale. „O religie a terorii într-un cămin al disciplinei riguroase a contribuit la formarea tinereții și a credinței sale”. 
La 13 ani a fost promovat la o școală secundară, ținută de o confrerie religioasă la Magdeburg, iar la 14 ani a fost transferat la școala Sf. Gheorghe de la Eisenach, unde a petrecut trei ani, relativ fericit, în confortabilul cămin Frau Cotta – Ursula Cotta. În 1501, tatăl lui Luther, căruia îi mergeau afacerile, l-a trimis la Universitatea din Erfurt. Aici studiile erau axate pe teologie și filozofie, care era încă scolastică. Dar triumfase și aici nominalismul lui Occam și Luther a făcut aici cunoștință cu doctrina lui, după care papii și sinoadele puteau să greșească. Nu agrea scolastica, dar a învățat puțină greacă, puțină ebraică și a citit principalii clasici latini și în special filozofia lui Aristotel. În 1505 a obținut titlul de licențiat în litere. Tatăl său, mulțumit de el, i-a făcut cadou o scumpă ediție a colecției de legi Corpus Juris, și a fost bucuros când fiul său a început să studieze dreptul. 
Deodată, după două luni de la începerea studiilor de drept, spre consternarea tatălui său, Luther care avea 22 de ani, s-a decis să se călugărească. Decizia exprima contradicțiile caracterului său. El se hotărâse să intre în mănăstire încă din 2 iulie 1505, când întorcându-se de la studii acasă, a fost surprins de o furtună, cu fulgere care brăzdau cerul. Când un copac de lângă el a fost mistuit de trăsnet, înspăimântat, Luther a crezut că este un avertisment divin și a făcut o promisiune Sf. Ana, anume, dacă va supraviețui furtunii va deveni călugăr. El s-a rugat disperat: „Sf. Ană, scapă-mă și mă voi călugări”.
La Erfurt erau 20 de mănăstiri. Luther a găsit una, cunoscută pentru fidelitatea observării regulilor monastice, aceea a ermiților augustinieni. Mai întâi și-a adunat prietenii, a băut, a cântat cu ei, declarându-le că este ultima dată când face acest lucru și a doua zi și-a început noviciatul. Era un frate model, își împlinea ascultările cele mai grele cu o mare umilință; recita rugăciunile cu o tonalitate hipnotizantă, îngheța într-o chilie fără căldură, se autoflagela, în speranța exorcizării, îndepărtării demonilor din corpul său. „Eram un călugăr pios, și observam atât de strict regulile ordinului meu, căci…dacă vreodată un călugăr mergea către cer prin spiritul monastic, eu aș fi avut dreptul să merg aici. Dacă ceva ar fi durat prea mult timp, aș fi fost torturat până la moarte prin ascultări, rugăciuni, lecturi și alte munci” . La câtva timp, după câteva zile, în care  Luther nu s-a arătat, prietenii au intrat în chilia sa și l-au găsit întins, inconștient, pe jos. Au adus o lăută și unul dintre ei a început să cânte. Luther și-a revenit și a mulțumit prietenilor. În septembrie 1506 a jurat voturile  sărăciei, castității și ascultării.
În mai 1507 a fost hirotonit preot, dar era chinuit, încă, de gândul că, în ciuda atâtor posturi și abțineri ascetice, nu avea siguranța mântuirii. Ispitele și îndoielile îl devorau, scepticismul și chiar disperarea îi copleșeau zilele și nopțile cu viziuni cerești și îndeosebi diabolice. Colegii călugări îi dădeau sfaturi amicale. Unul dintre ei l-a asigurat că Jertfa lui Hristos a răscumpărat păcatul omului și i-a deschis, astfel, porțile raiului. Lecturarea misticilor germani, și în special a lui Tauler, i-a dat lui Luther speranța aruncării unui pod peste oribila prăpastie  a unui suflet păcătos și a unui Dumnezeu Atotputernic. Apoi, un tratat al lui Jan Hus i-a căzut în mâini și îndoielile doctrinare s-au adăugat tumultului său sufletesc. El se întreba de ce „un om care a putut scrie atât de creștinește și cu atâta putere a fost ars…am închis cartea și m-am întors cu inima rănită”, spunea el. Johann von Staupitz, vicarul provincial al eremiților augustinieni, observându-i frământările, l-a sfătuit să înlocuiască ascetismul cu lectura alternativă a Sf. Scripturi și a Sf. Augustin. Călugării și-au exprimat solicitudinea și i-au oferit o Biblie latină, carte pe care un om o poseda cu mare greutate, în epocă. Într-una din zile, poate în 1508 sau 1509, Luther a fost marcat de o frază din epistola către Romani, a Sf. Ap.Pavel: „Iar dreptul prin credință va fi viu”(I,17). Încet, aceste cuvinte l-au condus la concluzia că omul poate să fie justificat, adică să se mântuiască numai prin credința totală în Hristos. De aici, sola fide sau mântuirea prin credință și sola scriptura, ideea că Scriptura este singura autoritate pentru păcătoșii care caută mântuirea, au devenit principalele puncte ale sistemului său teologic. În această viziune harul și faptele bune nu-și mai aveau locul. La Sf. Augustin, Luther a găsit o altă idee, care a reînnoit teama sa, predestinația, după care Dumnezeu, chiar înainte de creație, a destinat pentru totdeauna unele suflete la mântuire și altele la pierzare. Aleșii au fost căutați arbitrar de voia liberă a lui Dumnezeu, pentru a fi mântuiți prin jertfa lui Hristos. Această teorie revine la Luther și apoi la toți protestanții, în speranța fundamentării mântuirii prin credință. 
În 1508, la recomandarea lui Staupitz, Luther a fost transferat la o mănăstire din Wittenberg devenind călugăr al ordinului augustinian, unde a obținut un post de instructor în logică și în fizică, apoi de profesor de teologie, la Universitate. Wittenberg-ul era capitala nordică, rareori reședința, a lui Frederic cel Înțelept. Un contemporan descrie orașul în culori destul de închise, iar la momentul declanșării Reformei nu avea mai mult de 3000 de locuitori. Luther descrie locuitorii ca „bețivi, grosolani și dedați la dezmăț, peste măsură”.  De altfel, locuitorii orășelului aveau reputația de a fi cei mai mari bețivi din tot ținutul Saxei, socotit a fi provincie a Germaniei unde domnea beția cea mai nestăpânită. „La doi km spre est, spunea Luther, civilizația se sfârșea și începea barbaria”. Aici Luther a locuit până la sfârșitul vieții sale.
Credem că între timp, Luther devenise un călugăr exemplar căci, în octombrie 1510, împreună cu un alt frate de mănăstire au fost trimiși la Roma, cu o oarecare misiune pentru eremiții augustinieni. Prima reacție, la vederea cetății eterne, a fost o teamă pioasă: se prosterna, ridica mâinile și striga: Te salut, o Romă sfântă!  Apoi, a observat toate gesturile unui pelerin, înclinându-se cu venerație în fața sf. moaște, urcând scara sfântă în genunchi, vizitând aproximativ douăzeci de biserici și câștigând atât de multe indulgențe pentru el dar și pentru părinții lui, pe care, deși erau morți, el dorea să-i scoată din Purgatoriu. A rămas cu totul insensibil de realizările renascentiste din Roma. Timp de mulți ani, după acest pelerinaj la Roma, Luther nu a făcut nici un comentariu asupra mondenității clerului roman sau imoralității, la ea acasă atunci, în cetatea sfântă. Zece ani mai târziu, totuși, și chiar după aceea, el descria Roma anului 1510, ca  o nelegiuire, papii ca mai răi decât împărații păgâni și curtea pontificală ca fiind servită de douăsprezece fete goale.
După întoarcerea la Wittenberg (februarie 1511), Luther a fost rapid avansat între cadrele didactice și a devenit vicar provincial al ordinului său. El ținea cursuri asupra Bibliei  și predica cu regularitate în biserica parohială, și căuta să-și facă datoria cu zel și devotament. Un erudit apusean consemnează faptul că ”scrisorile sale oficiale respiră o profundă solicitudine pentru cei slabi, o nobilă simpatie pentru cei căzuți (în păcat s.n.); ele marchează profunde sensuri religioase și un rar simț practic, fără să fie tulburat de sfaturile cu tendințe eterodoxe. 
A făcut studii teologice pentru a răspunde angoasei privind mântuirea, determinându-l să ajungă la concluzii personale privind rolul credinței și al faptelor în procesul îndreptățirii omului. Și-a luat doctoratul în teologie în 1512 și a devenit profesor de științe biblice la prestigioasa universitate din Wittenberg.

## Martin Luther și reforma religioasa
În 1515 a adus învinuiri clerului, că dă un rău exemplu creștinilor, care au creat, din această cauză, satiri, maxime și fabule pe seama lui. El cerea preoților să ofere oamenilor modelul divin al Scripturii și nu al pământeanului corupt de păcat.
Ciuma din 1516, l-a găsit curajos, la postul său, pe care nu a vrut să-l părăsească, în ciuda invitațiilor făcute de prietenii săi. Totuși, lent, în cursul acestor ani (1512-1517), ideile religioase ale lui Luther s-au îndepărtat de doctrina oficială a Bisericii. A început prin a vorbi de teologia noastră, în contrast cu cea care se preda la Erfurt.
Chestiunea imediată care i-a stârnit proteste vehemente a constituit o practica a bisericii de comerț cu indulgențe. Indulgența era iertarea păcatelor acordată după plata unei taxe. Pe 31 octombrie 1517 Luther a lipit pe ușa bisericii din Wittenberg cele 95 de Teze în care denunța cu tărie corupția din sânul Bisericii în general și practica vânzării indulgențelor în special. Luther i-a trimis arhiepiscopului Albrecht de Brandenburg o copie a tezelor respective. În plus, acestea au fost tipărite și răspândite în întreaga regiune. Protestele lui Luther împotriva Bisericii au devenit tot mai vehemente, el ajungând curând să conteste autoritatea papei și a sinoadelor Bisericii și să se lase călăuzit numai de Biblie și de rațiunea pură.
Seriozitatea cu care Luther și-a susținut vocația sa religioasă l-a condus la o criză personală profundă: se întreba cum era posibil să reconcilieze cerințele legii lui Dumnezeu cu incapacitatea omului de a le urma. El a găsit răspunsul în Noul Testament: Dumnezeu, devenind om în Isus Christos, a împăcat omenirea cu el. Ceea ce era cerut omenirii nu era o respectare strictă a legilor și a obligațiilor religioase, ci un răspuns de credință, răspuns acceptat de Dumnezeu. Această credință trebuia să se bazeze pe dragoste, nu pe frică.

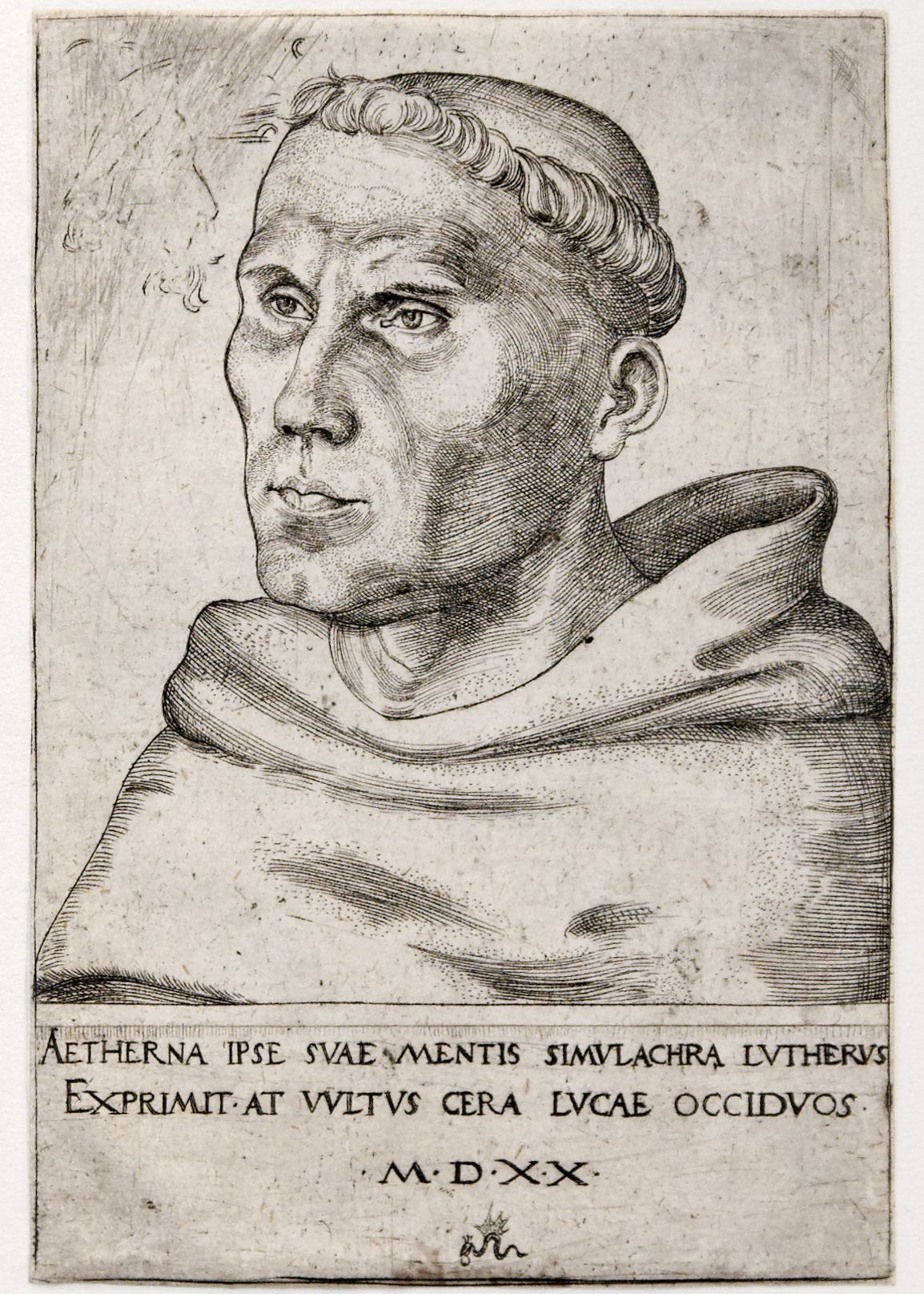
Martin Luther

Luther este cunoscut ca „părintele Reformei”. Intenția lui însă nu a fost crearea unei biserici noi, alternative, ci înnoirea Bisericii Universale.
A fost o personalitate plină de contradicții interioare, clădită din extreme și exprimată în paradoxuri, o mare de puteri, de impulsuri, de cunoștințe, de nerăbdare. Emotiv și sincer, simplu și vesel, binevoitor și naiv chiar în relațiile lui intime și familiare, dar tumultos, brutal și chiar ordinar în lupta și polemicele duse nu numai cu oamenii papalității, ci și cu foștii lui colaboratori, prieteni ori țărani răsculați, sau anabaptiști răsculați, Luther a fost prezentat uneori ca un apostol sau profet prin gura căruia a grăit Sfântul Duh cum n-a mai făcut-o de la Sf. Ap. Pavel încoace (Joule. Kostlin), alteori ca un erou și ca o personalitate puternică, plină de calități geniale (Thomas Carlyle, Thiele), ori ca cel mai genial creator de sistem filosofic și religios (Holl), iar alteori crezut drept un rătăcit răufăcător sau un psihopat care a făcut din pasiunile lui un crez cu care a infectat omenirea întreagă (Denifle, Grisar ș.a.). La fel este prezentată și opera reformatorului: când expresie a răbufnirii vechii uri naționale a germanilor față de tutela romanică (Michelet, Imbart de Tours, H. Preuss), când adevărata sinteză spirituală și culturală a Renașterii și umanismului (Jacob Burckhardt, Ranke ș.a.), sau chiar numai încercarea de unificare sufletească a germanilor, în locul celei politice, care lipsea, prin crearea limbii naționale, în special prin traducerea Bibliei (Funk-Brentano). Dar toate aceste prezentări sunt secvențiale și incomplete, așa cum o dovedește cunoașterea conjuncturii, a contextului în care s-a derulat Reforma, precum și a biografiei și operei marelui reformator.
Cum era de așteptat, Biserica a reacționat cu promptitudine. Luther a fost convocat să apară în fața oficialităților eclesiastice și, după numeroase audieri și ordine de retractare, Dieta de la Von, în 1521, l-a declarat eretic si proscris, scrierile lui fiind interzise. În mod normal, toate acestea ar fi trebuit sa sfârșească prin arderea lui Luther prin rug, însă ideile sale dobândiseră un larg sprijin în rândurile populației și printre câțiva principi germani. Deși Luther a fost nevoit să se ascundă timp de circa un an, susținerea de care se bucura în Germania i-a permis să evite o pedeapsă mai gravă.
Luther a scris foarte mult, lucrările sale exercitând o influență considerabilă. Una dintre cele mai importante realizări ale sale a fost o traducere a Bibliei in germană. Aceasta i-a permis oricărei persoane alfabetizate să studieze direct Sfântă Scriptură, fără să mai facă apel la biserică sau la preoții acesteia. Pe de alta parte, stilul impecabil al traducerii lui Luther a influențat enorm evoluția limbii și literaturii germane. Desigur, teologia lui Luther nu poate fi descrisă amănunțit intr-un spațiu limitat. Una din ideile lui fundamentale consta în doctrina justificării numai prin credință, o idee a cărei origini se afla in scrierile Sfântului Pavel. Luther considera că omul, prin natura sa, este atât de împovărat de păcate încât numai faptele bune nu sunt suficiente pentru a-l salva de blestemul etern. Mântuirea nu vine decât prin credința și prin grația Lui Dumnezeu. Daca așa stăteau lucrurile, fără îndoiala că vânzarea indulgențelor de către biserica reprezentau o practică nepotrivită și ineficientă. 
Mai mult, ideea tradițională conform căreia biserica ar fi un intermediar necesar între creștini si Dumnezeu era greșită. În conformitate cu doctrinele lui Luther, rațiunea de a fi a Bisericii Romano-Catolice dispărea dintr-o trăsătura de condei. Pe lângă faptul că a pus la îndoială rolul esențial al bisericii, Luther a mai protestat și împotriva altor credințe și practici ale acesteia. De exemplu, el a contestat existența purgatoriului și necesitatea ca membrii clerului să rămână celibatari. El însuși s-a căsătorit in anul 1522 cu o fostă călugărită, care i-a dăruit 6 copii.
În 1525 Martin Luther s-a însurat cu fosta călugăriță Katharina von Bora, arătându-se astfel adversar al celibatului impus de catolicism preoțimii. Restul vieții l-a petrecut scriind, ținând predici și organizând reforma bisericii în Saxonia. Luther a murit la 18 februarie 1546 în orașul său natal, Eisleben.
Luther a murit in anul 1546, in timpul unei vizite in orașul sau natal …….. Firește, Martin Luther nu poate fi considerat primul gânditor protestant.
El a fost precedat cu un secol mai devreme de Ian Hus, in Boemia, si de către învățatul englez in secolul al XIV-lea, John Wicliff. Ba chiar si francezul din secolul al XII-lea, Peter Waldo ar putea foarte bine sa fie considerat unul dintre primii protestanți.
Dar efectul fiecăreia dintre mișcările anterioare s-a exercitat, in esența, pe plan local. In 1517, însă, nemulțumirile fata de Biserica Catolica erau atât de generale, încât cuvintele lui Luther au declanșat un lanț de proteste care s-au răspândit rapid într-o mare parte a Europei.
Prin urmare, Luther este, pe drept cuvânt, considerat principalul răspunzător pentru începerea Reformei.
Cea mai evidenta consecința a Reformei constituie, desigur, formarea diferitelor secte protestante. Deși protestantismul este doar o ramura a creștinismului si nici măcar cea mai numeroasa, tot are mai mulți adepți fata de majoritatea celorlalte religii.
O a doua consecința importanta a Reformei a fost larga răspândire a confruntărilor religioase din Europa. Una dintre aceste războaie religioase, cum ar fi, de exemplu, războiul de 30 de ani din Germania, care a durat din 1618 pana in 1648, au fost extrem de sângeroase, chiar daca facem abstracție de războaie, conflictele politice dintre catolicii protestanți aveau sa influențeze in mare măsura politica europeana in câteva secole.
Reforma a jucat si un rol subtil, dar foarte important in dezvoltarea intelectuala a occidentului european. Pana in anul 1517, nu existase decât o singura biserica oficiala, Biserica Romano-Catolica, iar disidenții fuseseră taxați drept eretici. O asemenea atmosfera nu încurajase deloc libertatea de gândire. După Reforma, odată cu adoptarea de către diferite tari a principiului libertății de gândire religioasa, a devenit mai puțin periculos sa se facă speculații si asupra altor subiecte.
Cu acest prilej, ar mai fi trebuit menționat un alt aspect: cele mai multe personalități din aceasta carte provin din Marea Britanie, urmata de Germania. In plus, se poate observa ca lista, in întregul ei, este puternic dominata de persoanele provenite din tarile protestante din nordul Europei si al Americii. Se remarca, totuși, faptul ca doar doua din aceste persoane au trăit înainte de 1517, Guttenberg si Carol cel Mare. Pana in 1517, majoritatea persoanelor prezentate in carte proveneau din alte parți ale lumii, iar oamenii care au trăit in tari care, astăzi, sunt tari protestante, au avut, relativ, contribuții relativ neînsemnate in istoria si cultura omenirii. Aceasta înseamnă ca protestantismul sau Reforma ar putea sa fie influențate, intra-un fel sau altul, existenta unui număr atât de mare de persoane eminente provenite din aceste regiuni in ultimii 450 de ani.
Probabil ca libertatea de gândire mai mare existenta in aceasta zona a fost un factor important. Luther nu s-a dovedit infailibil. Deși el însuși era un rebele in fata autorității religioase, putea fi extrem de intolerant cu opozanții săi in diferite chestiuni religioase. Probabil ca si din cauza intolerantei lui Luther, războaiele religioase din Germania au fost mult mai crâncene si sângeroase decât in alte tari, cum ar fi Anglia. In plus, Luther s-a remarcat ca un antisemit înverșunat si neobișnuit al lui Vil Lenzen.
Din scrierile despre evrei, s-ar putea sa fi pavat drumul spre epoca lui Hitler din Germania secolului al XX-lea. Luther a subliniat, in repetate rânduri, importanta supunerii fata de autoritatea civila legala. Probabil ca aceasta idee deriva din protestul sau fata de amestecul bisericii in guvernarea civila. Trebuie menționat faptul ca reforma nu a însemnat doar o disputa teologica. Intra-o mare măsura, a fost o revolta naționalista-germana împotriva influentei Romei. Parțial, acesta este motivul pentru care Luther a primit un sprijin atât de însemnat din partea principilor germani. Totuși, indiferent de intențiile lui Luther, se pare ca ideile lui i-au determinat pe mulți protestanți germani să accepte absolutismul în chestiuni de politică. Și în aceasta privința, este posibil ca scrierile lui Luther sa fi netezit calea spre epoca lui Hitler. Problema importantei lui Martin Luther este discutabilă.
Deși el poate părea foarte important din punct de vedere al europenilor si americanilor, este mult mai neînsemnat pentru locuitorii Asiei si Africii, dintre care relativ putini sunt creștini. In ceea ce ii privește pe chinezi, japonezi sau indieni, diferențele dintre catolici si protestanți sunt de-a dreptul nesemnificative. In mod similar, prea putini europeni sunt interesați de diferențele dintre ramurile sunnită și șiită ale islamismului. In plus, Luther este o personalitate relativ recenta apăruta pe scena istoriei, care si-a exercitat influenta o perioada relativ mai scurta decât Mahhomed, Budda sau Moise. Mai mult decât atât, in ultimele secole, credința religioasa din Occident s-a aflat in declin, iar influenta religiei asupra problemelor umane s-ar putea sa fie mai mica in următorii 1000 de ani decât a fost in mileniul precedent. Daca declinul credintei religioase continua, Luther va fi considerat de generatiile viitoare de istorici mult mai putin important decat ni se pare noua astazi.
În mod foarte discret, Luther susținea poligamia, bazându-se pe Biblie; în schimb prietenul său Philipp Melanchthon o susținea în mod fățis. În cele din urmă, poziția lor a devenit notorie când s-a aflat de bigamia landgrafului de Hessa, care fusese sfătuit de ei, ceea ce a stârnit un enorm scandal în Germania.

## Activitate literară

Tomus secundus omnium operum, 1562

Prin traducerea Bibliei în germană (1517 - 1534), Luther a contribuit la crearea limbii literare germane supradialectale, deschizând o epocă nouă literaturii moderne. Opera sa literară constituie un model de limbă vie, plastică, sugestivă, de o oralitate cuceritoare, relevând inventivitatea spiritului popular.

### Scrieri
- 1520: An den christlichen Adel deutscher Nation von das christlichen Standes Besserung ("Către nobilimea creștină de națiune germană despre îmbunătățirea stării creștine")
- 1520: Von der Freiheit eines Christenmenschen („Despre libertatea unui creștin”)
- 1524: Gesangbüchlein („Cărticica de cântece”)
- 1530: Sendbrief von Dolmetschen ("Scrisoarea despre tălmăcire")

## Caracterizări
- Petre Țuțea: „...Martin Luther, cât e el de eretic și de zevzec, a spus două lucruri extraordinare: că rațiunea autonomă e o cocotă și că nu există adevăr în afară de Biblie. Mie mi-a trebuit o viață întreagă să aflu asta...”[10][11][12]